# Paleognatas
Os paleognatas (Paleognathae; do grego palaios, "antigo" + gnathos, "mandíbula”) compõem um dos clados viventes da classe Aves, sendo considerados uma superordem juntamente com os Neognathae. Os Palaeognathae e os Neognathae formam as Neornithes, as aves modernas. A divisão interna dos Palaeognathas viventes é entre dois grupos: Ratitas, que incluem avestruz, emas, casuares e quiwis (com o esterno sem quilha), e o segundo grupo Tinamídeos (com o esterno com quilha). Além dessas aves viventes, há também grupos extintos como as gigantescas aves elefantes Aepyornithidae endêmicas de Madagascar, e as Moas Dinornithiformes, aves não voadoras que eram endêmicas da Nova Zelândia.
As aves classificadas como "ratitas" se diferem das outras devido a ausência da crista sterni, esterno com quilha, onde ocorre a fixação da musculatura de voo nas aves capazes de voar. Essa característica pode ser notado logo na fase embrionária das ratitas. Apesar disso, seus ancestrais eram voadores e a presença das penas e sua microestrutura são evidências deste fato.

## Evolução
Apesar do número de espécies reduzido em comparação ao total de espécies de aves viventes (maioria são Neornithes), os Palaeognathas são considerados como peça central para o estudo da evolução inicial das aves.
Atualmente as aves que compõem a classificação Palaeognathae são consideradas pertencentes a um grupo monofilético, porém isso é resultado de entusiásticos debates relativamente recentes. Apesar dos estudos avançarem para um consenso na classificação monofilética dos Palaeognathas, as relações internas ainda são debatidas, assim como a biogeografia e as causas evolutivas para o gigantismo muito presente no grupo.
As relações do grupo das aves que não voam, as ratitas, já foi uma das principais controvérsias na filogenia das Aves modernas. As muitas semelhanças morfológicas e comportamentais das ratitas sugerem ancestralidade comum, que tradicionalmente, foi considerada para explicar a evolução das Palaeognathas, mas alguns estudos propuseram que elas sejam reflexos de uma adaptação convergente a um estilo de vida sem voo e cursorial. Há autores que apontam que essa adaptação convergente ocorreu várias vezes na história evolutiva deste clado.
A narrativa de que as ratitas eram monofiléticas foi questionada diversas vezes, aqui colocamos como destaque o estudo de Harshman et al. em 2008, que a partir de uma análise genômica de 19 loci com 169 espécies viventes, os resultados apontaram para Tinamous como parte de ratitas e Struthio como grupo irmão dos Palaeognathae viventes. Este estudo aponta para os Palaeognathae como monofiléticos e os ratitas como grupo polifilético. Posteriormente, diversos estudos resultaram na recuperação de evidencias genômicas e morfológicas sustentando essa hipótese.
Em 2020, Kuhl et al. sequenciaram o RNA de 308 espécies de aves representantes de todas as ordens de aves viventes e após realizarem uma análise da filogenia calibrada com o tempo, apontaram para o tempo de divergência de Palaeognathae e Neognathae como 94 milhões de anos, em meio ao Cretáceo; essa data antecede ao sugerido anteriormente por outros estudos.

### Filogenia
A filogenia aqui apresentada, já considera os estudos apontando Palaeognathae como monofiléticos e os ratitas como polifiléticos, sendo Struthio como grupo irmão de todos os Palaeognathas invés de Tinamous, como observado em estudos mais recentes.
A filogenia a seguir foi proposta por Prum et al. em 2015, sua metodologia consistiu na sequência genômica de 390.000 bases de dados de 198 espécies viventes representantes das principais linhagens de aves. Ao realizar análises bayesianas e de máxima verossimilhança, a árvore filogenética resultante foi altamente suportada pela estatística. Abaixo, observe a simplificação do cladograma representando os Palaeognathas viventes:

## Biogeografia
Atualmente, todos os ratitas e a maioria das espécies de tinamiformes se encontram no Hemisfério Sul, embora se tenha conhecimento de fósseis na América do Norte e na Europa dos Lithornithiformes, ordem extinta cujas espécies habitaram o Hemisfério Norte do Paleoceno Superior ao Eoceno Médio. As hipóteses sobre a distribuição biogeográfica dos Palaeognathae são amplamente discutidas e não há consenso científico para a explicação mais provável do assunto.
Alguns estudos apontam para a hipótese de vicariância a partir da separação do supercontinente Gondwana durante a Era Mesozóica que resultou na formação da maior parte de terra firme do hemisfério sul como a Antártida, América do Sul, África, Madagáscar, Índia, Oceania e Nova Zelândia. Um dos principais estudos que apoiam a hipótese da vicariância de Gondwana, é uma revisão de dados com discussões de dados filogenéticos e inferências biogeográficas onde também conclui que as Palaeognathas são monofiléticas, afirmação que fazia parte de um debate tradicional.
Há ainda a hipótese apresentada por Yonezawa et al. com base em argumentos morfológicos de Houde que sugere que os Palaeognathas viventes possuem origem na Laurásia. Segundo os autores, é possível que os Palaeognathae se originaram no hemisfério norte há cerca de 104 milhões de anos, após se ramificar dos Neognathae. Os autores defendem a hipótese a partir de reconstruções filogenômicas baseadas em dados de genoma mitocondrial e nuclear sendo a hipótese moderadamente apoiada pelo método de máxima verossimilhança. Na discussão da hipótese é apresentada que a informação geográfica de fósseis de Palaeognathas na Ásia é compatível com uma origem do hemisfério norte, assim como a posição basal do grupo Lithornis que foi apoiada na reconstrução filogenética no estudo.
Quanto a hipótese de dispersão de sorteios no exterior: Yonezawa et al. defendem que ancestrais volantes semelhantes aos Tinamiformes migraram da América do Norte para a América do sul a partir do estreito do Panamá que existia há cerca de 79 milhões de anos; este acontecimento é defendido como um evento de migração extremamente raro.

## Grupos viventes
Aqui utilizamos a classificação que separa os principais grupos em ordens distintas, porém há autores (referenciar IUCN e Kuhl) que consideram todos os grupos viventes como Struthioniformes.
Ordem Struthioniformes (Latim. struthio, avestruz, + forma): avestruz. O avestruz, Struthio camelus, é a maior ave atual, que chega a 2,4 m de altura e 135kg. Os pés têm só dois artelhos, de tamanhos desiguais, cobertos por coxins, que permitem às aves andar rapidamente no terreno arenoso. Duas espécies na África.
Ordem Rheiformes (Grego. rhea, mãe de Zeus, + forma): emas. Duas espécies de aves não voadoras encontradas nas áreas abertas da América do Sul. Segundo os registros fósseis registrados na América do Sul, há ancestrais desde o Paleoceno Superior (55 milhões de anos) no Brasil, além de registros do Terciário e do Pleistoceno.
Ordem Casuariiformes (Mal. casuar, casuar, + forma): casuares e emu. As quatro espécies de casuar ocupam florestas do Norte da Austrália e Nova Guiné. O emu é a segunda maior espécie de ave atual e é endêmico da Austrália. Todos não voadores.
Ordem Apterygiformes (Grego. a, sem + pteryg, asa, + forma): quiwis. Os quiwis têm cerca do tamanho de um galo doméstico, são singulares por ter um mero vestígio de asa. Cinco espécies, todas na Nova Zelândia.

Ordem Tinamiformes (N.L. Tinamus, gênero tipo, + forma): macucos, inhambus, perdizes e codornas. Aves terrícolas das Américas Central e do Sul, semelhantes aos tetraonídeos. Quarenta e sete espécies.